# Hazen (Nevada)

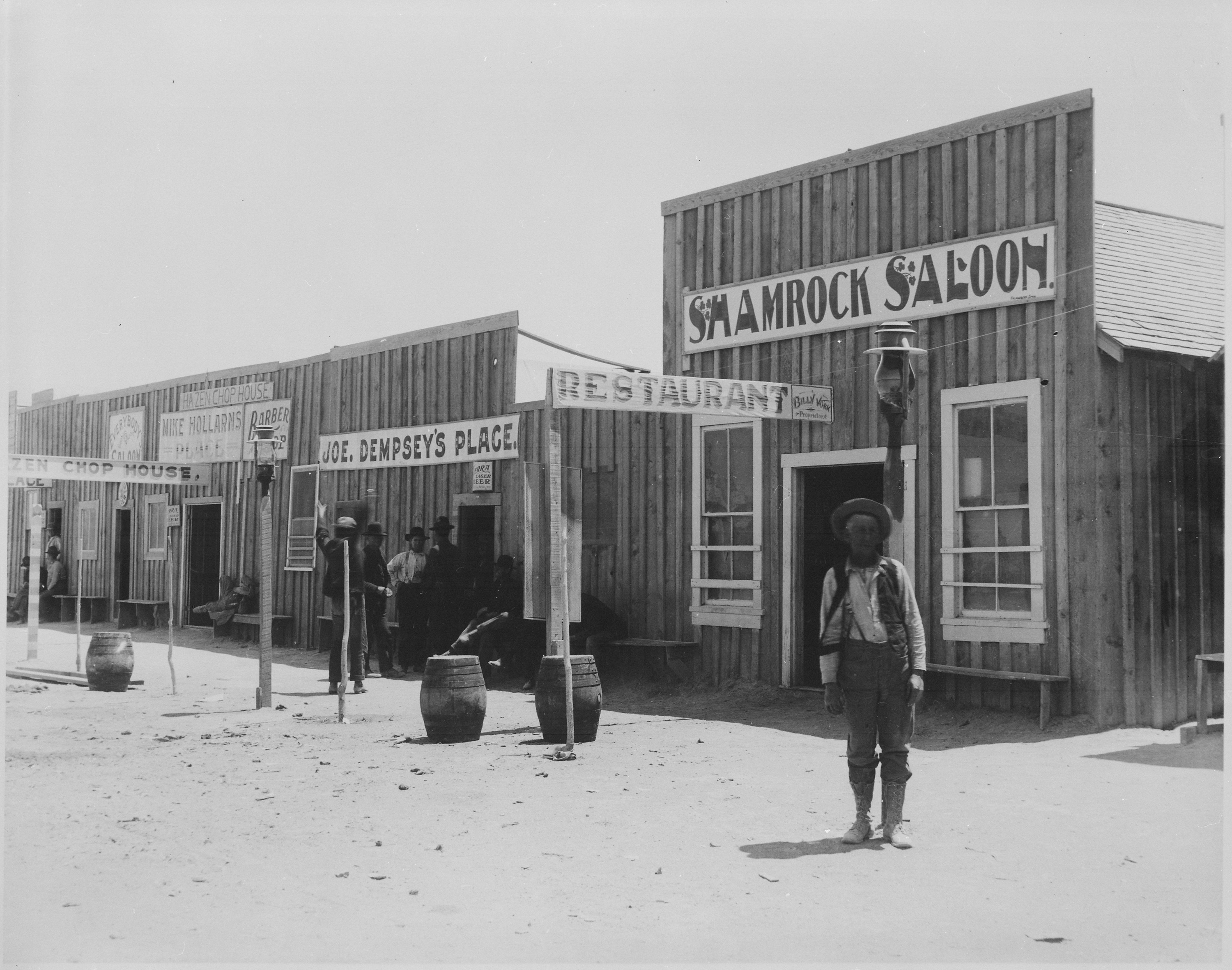
Saloons de Hazen em 1905

Hazen é uma comunidade não incorporada no condado de Churchill, Nevada, Estados Unidos, a 16 quilómetros de Fallon na U.S. Route 50.

## História
Hazen foi fundada em 1903 como estação da Southern Pacific Railroad. Algumas fontes dizem que a vila foi primeiramente colonizada em 1869, mas não surge nos mapas antes de 1903. O nome da localidade tem origem em  William Babcock Hazen, uma ajudante de William Tecumseh Sherman. Na época da fundação tinha uma estação de correios, que foi fundada em 1904. A economia de Hazen dependia dos trabalhadores de caminho-de-ferro e canal e construtores de barragens, que patrocinava os saloons e bordéis da vila.
A Hazen Store surge na lista do National Register of Historic Places (NRHP).
A Vulcan Power Company iniciou recentemente  um processo de perfuração exploratória de energia geotérmica em propriedades próximas de Hazen. O projeto envolve um atalho através da propriedade do Bureau of Reclamation property.